# Trận Vật Lại
Trận Vật Lại là một trận đánh diễn ra trong thời từ tháng 11 năm 1948 đến 28 tháng 2 năm 1949 tại làng Vật Lại (Quốc Oai, Hà Tây). Theo chủ trương của Chính phủ Việt Nam Dân chủ Cộng hòa hiệu triệu dân chúng ở nông thôn vùng bị quân Pháp chiếm đóng, thành lập các "làng chiến đấu" nhằm ủng hộ cho các đơn vị du kích. Vật Lại là một "làng chiến đấu" nằm gần khu vực Hà Nội, thủ đô của Việt Nam. Do đó từ cuối năm 1948 đến cuối tháng 2 năm 1949, quân Pháp đã tổ chức 4 lần càn quét làng này.